# Fenmetramide
Fenmetramide là một loại thuốc được cấp bằng sáng chế là thuốc chống trầm cảm của Phòng thí nghiệm McNeil trong những năm 1960. Thuốc không bao giờ được bán trên thị trường. Nó là dẫn xuất 5-ketone của phenmetrazine và tương tự sẽ được dự kiến sẽ tạo ra tác dụng kích thích tâm thần, mặc dù dữ liệu dược lý còn thiếu.